# تم شولی
تم شولی، شهری که مرکز بخش حنا شهرستان بختگان در استان فارس ایران است. تم شولی در فروردین ماه سال ۱۴۰۲ تبدیل به شهر شد.

## جمعیت
این شهر در بخش حنا قرار دارد و براساس سرشماری مرکز آمار ایران در سال ۱۳۹۵، جمعیت آن ۱۳۶۲ نفر (۴۰۰خانوار) بوده‌است.
این شهر در ۶۵ کیلومتری شهرستان نی‌ریز و ۲۵۰ کیلومتری مرکز استان قرار دارد.